# Eleutherodactylus nortoni
Espèce
Synonymes
- Cornufer unicolor Tschudi, 1838
- Hyla cornuta Tschudi, 1838
- Halophila dorsualis Girard, 1858

Statut de conservation UICN

 CR A3c : 
En danger critique
Eleutherodactylus nortoni est une espèce d'amphibiens de la famille des Eleutherodactylidae.

## Répartition
Cette espèce est endémique d'Hispaniola. Elle se rencontre de 576 à 1 515 m d'altitude dans les massifs de la Hotte et de la Selle à Haïti et dans la Sierra de Baoruco en République dominicaine.

## Étymologie
Cette espèce est nommée en l'honneur de James W. Norton.

## Publication originale
- Schwartz, 1976 : Two new species of Hispaniolan Eleutherodactylus (Leptodactylidae). Herpetologica, vol. 32, no 2, p. 163-171.